# Ram Jam (album)
| Recensione      | Giudizio |
| --------------- | -------- |
| All Music Guide |          |

Ram Jam è l'album d'esordio dell'omonimo gruppo rock statunitense pubblicato nel 1977. L'album raggiunse la posizione 34 nella classifica Billboard Pop Albums degli Stati Uniti d'America. Per il mercato del Regno Unito il gruppo fu rinominato "American Ram Jam" per evitare di essere confuso con un omonimo gruppo britannico. La prima traccia dell'album Black Betty, pubblicata poi come singolo, è una cover di una canzone di Lead Belly ed è la più famosa canzone della band.

## Tracce
1. Black Betty (Huddie Leadbetter) - 3:57
2. Let It All Out (Bill Bartlett) - 3:59
3. Keep Your Hands on the Wheel (Mike Millius, Thom Graves) - 3:34
4. Right on the Money (Bartlett) - 3:11
5. All for the Love of Rock 'n' Roll (Jeff Salen, Robert Butani) - 3:00
6. 404 (G.W. Kenny) - 3:44
7. High Steppin'  (Bartlett) - 3:40
8. Overloaded (Joseph LaPallo, William Haberman) - 2:54
9. Hey Boogie Woman (Bartlett) - 3:09
10. Too Bad on Your Birthday (Arthur Resnick, Charles Karp) - 3:11

## Formazione
- Myke Scavone - voce, percussioni
- Bill Bartlett - chitarra, voce
- Howie Blauvelt - basso, voce
- Peter Charles - batteria